# Tsai Ing-wen
Tsai Ing-wen (蔡英文T, Cài YīngwénP; Zhongshan, 31 agosto 1956) è una politica taiwanese, Presidente di Taiwan dal 2016 al 2024; è stata la prima donna a ricoprire tale incarico.
Nel 2020 è stata rieletta per un secondo mandato dopo la vittoria alle elezioni presidenziali. Il 26 novembre 2022, Tsai si è invece dimessa da capo del Partito Progressista Democratico e ha citato lo scarso rendimento del suo partito (che ha perso a Taipei) alle elezioni locali come motivo delle sue dimissioni.

## Biografia
Nata al Mackay Memorial Hospital di Taipei, è la più giovane di 11 fratelli. Suo padre, Tsai Chieh-sheng (1918-2006), gestiva un'officina di riparazioni auto, la madre Chang Chin-fong (1925-2018) era una casalinga. Durante il periodo della scuola media, ha studiato alla Zhongshan Girls High School di Taipei, quindi si iscrisse alla facoltà di legge laureandosi presso il College of Law, National Taiwan University, nel 1978. Tsai ha poi conseguito un Master in Legge presso la Cornell University Law School nel 1980 e un Ph.D. in diritto presso la London School of Economics nel 1984. Al suo ritorno a Taiwan, ha insegnato legge alla School of Law della Soochow University e della National Chengchi University, entrambe a Taipei.

## Attività politica
Tsai è il settimo presidente di Taiwan (la prima presidentessa), ed è in carica dal 2016. È membro del Partito Progressista Democratico (PPD) di cui è segretaria (precedentemente ha ricoperto questa carica dal 2008 al 2012 e dal 2014 al 2018)

### Ascesa in politica
Nel 2000 a Tsai è stato assegnato il comando del Consiglio per gli affari continentali. Confermando la diffusa convinzione riguardo alla sua simpatia per la coalizione pan-verde, nel 2004 si unì al Partito Progressista Democratico (PPD). Successivamente è stata nominata dal suo partito come candidata alle elezioni legislative del 2004.
Il 26 gennaio 2006, Tsai è stata nominata vice presidentessa dello Yuan esecutivo, una posizione comunemente denominata "vice premier". Dal gennaio 2006 al maggio 2007 è stata presidente del comitato per la tutela dei consumatori.
Il 17 maggio 2007, Tsai, insieme al resto del consiglio dei ministri del premier uscente Su Tseng-chang, si è dimessa per far posto al premier entrante Chang Chun-hsiung e al suo consiglio dei ministri. Il premier Chang ha nominato Chiou I-jen, per sostituire Tsai come vice premier.
Dopo questa esperienza politica, diventò presidente di TaiMedBiologics, una società di biotecnologie con sede a Taiwan. Il Kuomintang ha accusato Tsai di aver appaltato i lavori a TaiMedBiologics durante il suo mandato come vice premier, mentre pianificava di lasciare il governo e guidare la compagnia in seguito. In seguito è stata prosciolta da tutti i presunti illeciti.
Il candidato del Kuomintang Ma Ying-jeou, nella sua ricerca di un compagno di corsa alle elezioni presidenziali del 2008, suggerì sorprendentemente Tsai, membro del PPD. Ma ha affermato che non aveva assegnato criteri fissi per un compagno di corsa e che la sua ricerca non sarebbe stata definita dal sesso, dall'occupazione o anche dalle affiliazioni politiche.
Il 19 maggio 2008, Tsai ha sconfitto Koo Kwang-ming nelle elezioni per diventare segretario del PPD, ed è succeduta al segretario uscente Frank Hsieh. È stata la prima donna a capitanare un importante partito politico a Taiwan.

### Primo mandato da segretario del PPD: 2008-2012
Tsai è entrata in carica il 20 maggio 2008, lo stesso giorno in cui Ma Ying-jeou è stato eletto presidente. Da subito affermò che PPD avrebbe lavorato per sostenere il movimento per l'indipendenza di Taiwan, difendendo la giustizia sociale. Ha da subito criticato il presidente in carica Ma per aver spesso menzionato di intensificare le relazioni bilaterali tra Cina e Taiwan, ma mai nulla riguardo alla sovranità di Taiwan e alla sicurezza nazionale. Tsai ha messo in dubbio la posizione di Ma sullo status sovrano di Taiwan, che per risposta l'ha etichettata come estremista dell'indipendenza di Taiwan.
Dopo che dell'ex segretario del PPD Chen Shui-bian fu accusato di aver trasferito all'estero i fondi della campagna elettorale, Tsai si è scusata con il pubblico e ha anche detto che il PPD non avrebbe cercato di coprire i presunti misfatti di Chen.A causa di questo è stata istituita una commissione per la trasparenza del governo al fine di indagare sulla corruzione all'interno del DPP.

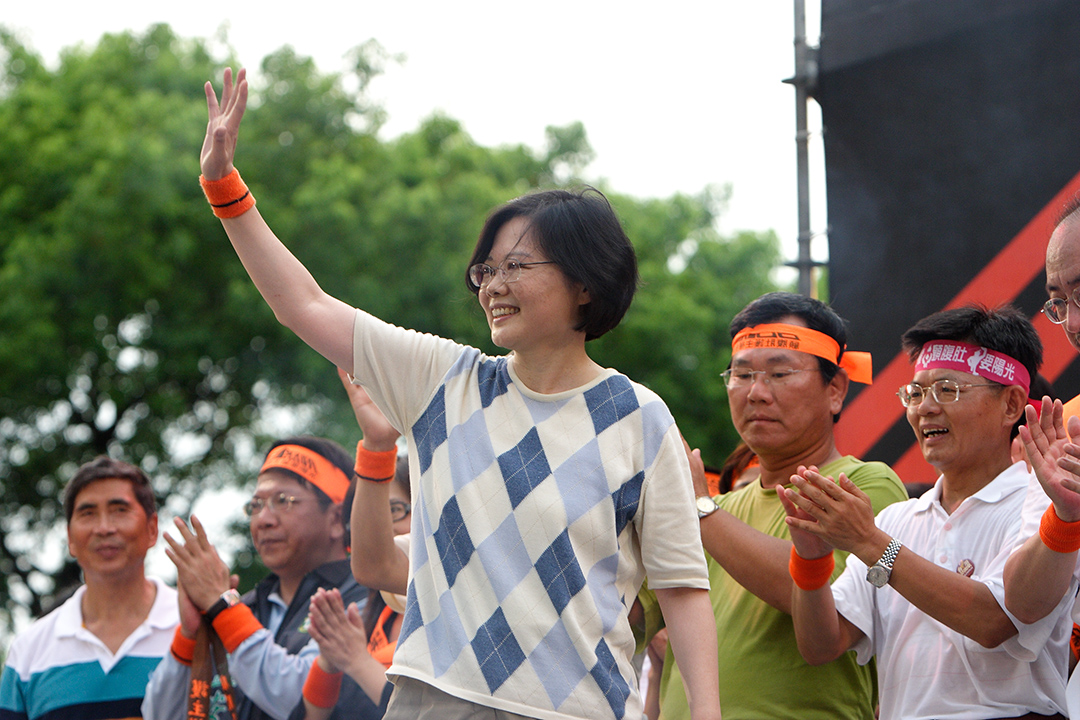
Tsai come leader del DPP mentre partecipa ad una manifestazione organizzata dal DPP nel 2008

Il 25 aprile 2010, Tsai ha partecipato a un dibattito televisivo con il presidente e segretario del Kuomintang Ma Ying-jeou riguardo all'accordo di cooperazione economica tra Taiwan e Cina, denominato ECFA. Mentre il presidente Ma sosteneva che l'ECFA avrebbe aumentato le esportazioni taiwanesi verso la Cina continentale e abbassato i tassi di disoccupazione, Tsai rispondeva che "alla fine costringerà Taiwan ad aprirsi alle esportazioni cinesi a basso costo" e alcune industrie nazionali sarebbero uscite danneggiate dall'invasione del commercio continentale. sai ha anche affermato che il patto "farà perdere a Taiwan la sua indipendenza nelle relazioni al di là dello stretto e diventerà un satellite cinese" e che Taiwan dovrebbe negoziare con la Cina nell'ambito dell'organizzazione mondiale del commercio, che offrirebbe maggiori protezioni commerciali e enfatizzerebbe la distinzione di Taiwan dalla Cina.
Sotto la guida di Tsai, grazie anche ad alcune delle politiche impopolari del Kuomintang, il PPD ha ripreso slancio nelle elezioni del 2009, dopo le gravi sconfitte dal 2006 al 2008.
Tsai ha rilasciato una dichiarazione controversa nel maggio 2010 sostenendo che la Repubblica di Cina era un "governo in esilio" non originario di Taiwan; tuttavia l'8 ottobre 2011, due giorni prima delle celebrazioni del centenario del giorno del doppio dieci (festa nazionale taiwanese), Tsai ha modificato la sua dichiarazione affermando che "la repubblica di Cina è Taiwan, Taiwan è la repubblica di Cina e l'attuale governo della repubblica di Cina non è più governata da un potere politico non nativo.
Tsai ha rassegnato le dimissioni da presidente del PPD dopo aver perso la sua nomina per le elezioni presidenziali del 2012 a favore di Ma Ying-jeou.

### Secondo mandato da segretario del PPD: 2014-2018
Il 15 marzo 2014, Tsai ha annunciato che si sarebbe candidata ancora una volta alla carica di segretario del partito del PPD contro Su Tseng-chang e Frank Hsieh. Tuttavia, sia Su che Hsieh hanno abbandonato le elezioni all'indomani della nascità del movimento studentesco di girasole (attivisti che protestano contro l'approvazione dell'accordo commerciale sui servizi attraverso lo stretto da parte del Kuomintang). Tsai ha sconfitto il vice commissario della contea di Kaohsiung Kuo Tai-lin con 79.676 voti.
Tsai ha portato il PPD a una storica vittoria alle elezioni locali tenutesi il 29 novembre 2014, in cui il partito si è assicurato la leadership di 13 delle 22 contee (municipalità e province) di Taiwan. La sbalorditiva vittoria del PPD alle elezioni ha rafforzato la posizione di Tsai all'interno del partito e l'ha portata ad essere protagonista nelle elezioni presidenziali del 2016; ha annunciato la sua seconda candidatura alla Presidenza il 15 febbraio 2015.
Il 16 gennaio 2016 ha vinto le elezioni, conquistando il 56,12% dei voti, battendo il suo avversario Eric Chu, che ha ottenuto il 31,07% dei voti. Viene eletta Presidente di Taiwan, prima donna a capo del Paese; entra in carica il 20 maggio successivo.
Il 24 novembre 2018 si è dimessa da leader del Partito Democratico Progressista e ha rifiutato le dimissioni del premier William Lai dopo una grave sconfitta alle elezioni locali.

### Terzo mandato da segretario del PPD: 2018-oggi

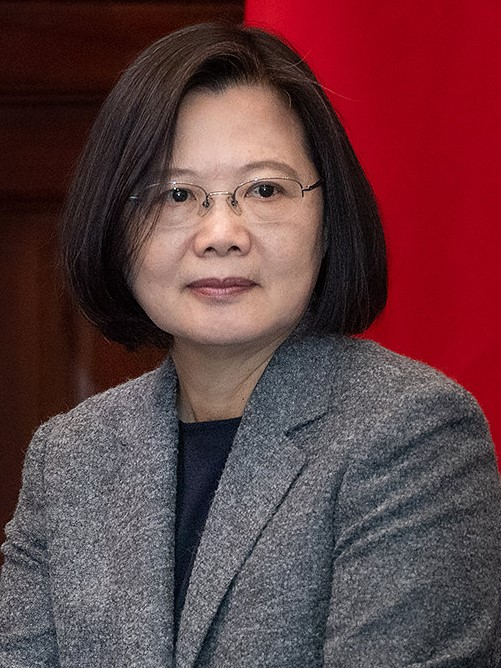
La presidente taiwanese durante una cerimonia di premiazione nel gennaio 2020

La Tsai ha ripreso la leadership del Partito Democratico Progressista dopo Cho Jung-tai il 20 maggio 2020, quando è stata eletta per il suo secondo mandato presidenziale.
L'11 gennaio 2020 i cittadini taiwanesi hanno votato per eleggere il presidente e definire la composizione del parlamento locale, lo Yuan legislativo. Tsai Ing-wen, assertrice della linea dura contro l'influenza di Pechino e leader filoindipendentista, ha ottenuto un secondo mandato presidenziale, con il 57,1% dei consensi (un punto percentuale in più rispetto al 56,1% del 2016). La votazione fa segnare un record storico: è la prima volta che un presidente di Taiwan è stato eletto con oltre otto milioni di voti (8.170.231); un risultato dovuto all'alta affluenza alle urne, precisamente del 74,9%, la più alta delle ultime tre elezioni presidenziali.
La Presidente uscente ha sconfitto l'avversario populista Han Guo-yu (38,6%), leader dello storico partito nazionalista di Taiwan, il Guomindang (GMD), meno inviso a Pechino, che aveva conquistato 15 città e contee nel corso delle elezioni amministrative del novembre 2018, tra cui la roccaforte del DPP, Kaohsiung. Altro candidato in lizza era James Soong (4,3%), leader del partito di centro-destra, il People First Party (PFP).
Tsai è stata inclusa nella lista delle 100 persone più influenti del 2020 della rivista Time

## Posizioni politiche

### Relazioni con gli Stati Uniti
Tsai appoggia relazioni forti e stabili tra Taiwan e gli Stati Uniti. All'inizio di dicembre 2016, Tsai ha tenuto una telefonata con il presidente eletto Donald Trump, prima chiamata tra un presidente taiwanese e il presidente eletto degli Stati Uniti dal 1979. In seguito, la stessa Tsai ha indicato che tale telefonata non implicava alcun cambiamento politico di rilievo.

### Diritti LGBT
Tsai sostiene i diritti LGBT e, sotto il suo mandato, è stato approvata la legalizzazione del matrimonio tra persone dello stesso sesso a Taiwan. Il 21 agosto 2015, in occasione della festa di Qixi (conosciuto anche come il "San Valentino" cinese), ha pubblicato sui suo profili Facebook e YouTube un video promozionale in cui sono apparsi tre attori di coppie dello stesso sesso. Il 31 ottobre 2015, quando si è tenuta a Taipei il più grande gay pride in Asia, Tsai ha espresso il suo sostegno al matrimonio tra persone dello stesso sesso. Nonostante le sue dichiarazioni pubbliche, durante la presidenza, Tsai ha ritardato il processo di legalizzazione del matrimonio tra persone dello stesso sesso a causa dell'opposizione dei gruppi conservatori e religiosi. Dopo il referendum del 2018in cui la popolazione si espresse a favore del matrimonio ugualitario, Tsai ha guidato il governo a legalizzare il matrimonio tra persone dello stesso sesso.

### Sostegno per le lingue locali
L'amministrazione Tsai ha intrapreso azioni per preservare le lingue che stanno pian piano sparendo, e tentare di elevarle sullo stesso piano del mandarino. Prima del suo mandato, l'unica lingua nazionale era appunto il mandarino; durante la sua amministrazione, le lingue nazionali di Taiwan furono ampliate includendo mandarino, hokkien taiwanese, hakka, 16 lingue indigene di Formosa, lingua dei segni taiwanese e dialetto Matsu, parlato sulle isole Matsu.
La legge sullo sviluppo delle lingue indigene è entrata in vigore il 14 giugno 2017, designando 16 lingue autoctone di Formosa come lingue nazionali.L'hakka invece è stato reso una lingua nazionale tramite gli emendamenti dell'Hakka Basic Act il 29 dicembre 2017. Il 25 dicembre 2018, il National Languages Development Act è stato approvato, creando servizi per ciascuna lingua nazionale di Taiwan, garantendo l'accesso ai servizi pubblici in ogni lingua e introducendo lezioni di lingue opzionali nelle scuole. Questa nuova legge ha anche indirizzato il governo a lavorare per creare ortografie standard per ciascuna lingua nazionale e per sviluppare un piano per preservare e rivitalizzare le lingue a rischio. Queste azioni hanno successivamente aperto la strada anche all'hokkien taiwanese, alla lingua dei segni taiwanese e al dialetto Matsu per diventare lingue nazionali.

## Vita privata
Tsai non è sposata e non ha figli. È nota per essere un'amante dei gatti e ne possiede due, "Think Think" e "Ah Tsai", che hanno avuto un ruolo di primo piano nella sua campagna elettorale. Nell'ottobre 2016, ha adottato tre cani guida in pensione, di nome Bella, Bunny e Maru.